# Il barbiere di Siviglia (Paisiello)
Il barbiere di Siviglia, ovvero La precauzione inutile (deutsch: Der Barbier von Sevilla) ist eine Opera buffa des italienischen Komponisten Giovanni Paisiello. Die von Paisiello als Dramma giocoso in due atti (Dramma giocoso in zwei Akten) bezeichnete Oper basiert auf der Komödie Le Barbier de Séville ou La Précaution inutile (1775) von Pierre Augustin Caron de Beaumarchais. Paisiellos für das Hoftheater St. Petersburg komponierte Oper erlebte hier 1782 ihre Uraufführung. Eine 2. Fassung in 3 Akten wurde erstmals 1787 am Teatro dei Fiorentini in Neapel gegeben. Paisiellos Barbiere war äußerst erfolgreich, wurde aber im 19. Jahrhundert durch Rossinis Vertonung des gleichen Stoffs fast vollständig aus dem Repertoire der Opernbühnen verdrängt.

## Handlung

### Erster Akt
Der Graf Almaviva, verkleidet als Student namens Lindoro, geht auf der Straße auf und ab und hofft, Rosina zu Gesicht zu bekommen (Introduktion  Ecco l’ora s’avvicina). Almaviva trifft seinen ehemaligen Diener Figaro, der jetzt als Barbier tätig ist (Szene und Duett Diamo alla noia il bando). Figaro erzählt dem Grafen, dass er, seit er die Dienste des Grafen verlassen hatte, vom Pech verfolgt war und dem Grafen gerne zu Diensten stehe (Arie Scorsi già molti paesi). Da geht ein Fenster des Hauses an der Straße auf. Rosina singt ein sehnsüchtiges Lied, doch als Bartolo sie ertappt, behauptet sie, es habe sich nur um eine Arie aus der Oper „Die unnütze Vorsicht“ gehandelt, worauf sie geschickt dem Grafen einen Zettel mit einer Nachricht zukommen lässt (Arie und Duett Lode al ciel – Una carta? Cos’è quella?). Der Graf erzählt Figaro, dass er sich in Rosina verliebt habe. Figaro bietet dem Grafen Hilfe an: Als Barbier komme er täglich in das Haus, der Graf könne, verkleidet als einquartierter Soldat, ebenfalls in das Haus gelangen. Der Graf singt Rosina ein Ständchen (mit markanter Gitarren-Begleitung) und teilt ihr mit, dass er ein armer Student namens Lindoro sei (Cavatina Saper bramate). Figaro bittet den Grafen, zu ihm nach Hause zu kommen, damit er ihn verkleiden kann, fordert aber eine Belohnung in Form von Goldstücken (Duett Non dubitar, o Figaro). Figaro teilt Rosina mit, dass Lindoro in sie verliebt ist. Rosina gibt Figaro einen Brief an Lindoro mit. Zugleich setzt Figaro mit Schlafmitteln und Niespulver die Diener Bartolos außer Gefecht, damit diese nicht erzählen können, was sich zugetragen hat (Terzett Ah! Ah! Ah!). Don Basilio erscheint und warnt Bartolo: Er habe gehört, dass der Graf Almaviva Rosina nachstelle. Da Bartolo selbst schon morgen Rosina heiraten möchte, schlägt Basilio vor, Almaviva zu verleumden (Arie La calunnia, mio signore). Figaro hat das Gespräch zwischen Basilio und Bartolo mit angehört und setzt Rosina hiervon in Kenntnis. Der misstrauische Bartolo bekommt mit, dass Rosina etwas geschrieben hat, und vermutet eine Nachricht an ihren Liebhaber (Arie Veramente ho torto, è vero). Der Graf, verkleidet als betrunkener Soldat, erscheint und verlangt Einquartierung, aber Bartolo weist nach, dass er von der Einquartierung befreit ist. Lindoro steckt Rosina heimlich eine Nachricht zu (Terzett Ah! Rosina!). Rosina missversteht die Aufforderung Lindoros, vorerst bei ihrem Vormund zu bleiben, und beklagt ihr trauriges Schicksal (Cavatina Giusto ciel, che conoscete).

### Zweiter Akt
Bartolo ärgert sich, dass Rosina keinen Musikunterricht bei Basilio mehr nehmen will. Da erscheint der Graf, verkleidet als Musiklehrer Don Alonzo, um erneut in das Haus zu gelangen (Duett Oh che umor!). Alonzo erklärt, von dem erkrankten Basilio als Vertreter geschickt worden zu sein, und schmiedet, um das Vertrauen Bartolos zu gewinnen, scheinbar mit Bartolo eine Intrige, damit Bartolo Rosina heiraten kann, und gibt dabei Bartolo Rosinas Brief. Auf Vorschlag Bartolos erteilt „Alonzo“ Rosina eine Musikstunde. Rosina singt die Arie Già riede primavera, worauf Bartolo ein Lied aus seiner Jugendzeit zum Besten gibt (Seghidiglia Spagnuola Vuoi tu, Rosina). Figaro erscheint und entwendet listenreich Bartolo den Schlüssel zur Jalousie, um Rosina die Flucht zu ermöglichen. Als Basilio kommt, um Rosina Gesangsunterricht zu erteilen, entsteht Verwirrung, aber Figaro rettet die Situation, indem er Basilio herauskomplimentiert (Quintett Don Basilio! Giusto cielo!). Während ein Gewitter tobt (Temporale – Gewittermusik), plant Bartolo im Gespräch mit Basilio, Rosina sofort zu heiraten. Als Rosina erscheint, zeigt Bartolo ihr den Brief Lindoros. Er erklärt, Lindoro sei nur ein Agent des Grafen Almaviva, dieser aber liebe jetzt eine andere Frau. Wütend über Lindoros scheinbaren Verrat, erklärt Rosina sich bereit, Bartolo zu heiraten. Sie verrät ihm, dass Figaro und Almaviva sogar den Schlüssel für die Jalousie gestohlen haben, um sie zu entführen. Bartolo geht, um den Notar und den Richter zu holen, damit er nicht nur Rosina heiraten, sondern auch Lindoro und Figaro verhaften lassen kann. Da tauchen der Graf und Figaro auf. Rosina macht Lindoro Vorwürfe (Accompagnato Io t’aspettava). Sie verrät, dass sie Lindoro geliebt habe. Da gibt sich der Graf zu erkennen. Als Rosina erkennt, dass nicht Lindoro, sondern Bartolo sie betrogen hat, schließen sie bei dem vom Bartolo herbeigeholten Notar schnell die Ehe. Figaro und der mit Gold bestochene Basilio fungieren als Trauzeugen. Als Bartolo erscheint, bleibt ihm nur das Nachsehen (Finale Cara, tu sei il mio ben).

## Bedeutung
Paisiello schrieb Il barbiere di Siviglia als Hofkapellmeister der russischen Zarin Katharina II. Die Uraufführung fand im Theater der Eremitage in St. Petersburg statt. Il barbiere di Siviglia war eine der erfolgreichsten Opern ihrer Zeit und wurde binnen weniger Jahre auf nahezu sämtlichen europäischen Bühnen gespielt. Wolfgang Amadeus Mozart schrieb für eine Aufführung in Wien eine Einlagearie (Schon lacht der holde Frühling KV 580). Paisiellos Oper war derartig beliebt, dass es als riskantes Unternehmen und Provokation galt, als Gioachino Rossini im Jahr 1816 den gleichen Stoff vertonte. Um Paisiello und seine Anhänger nicht zu kränken, wählte er für seine Oper ursprünglich den Titel Almaviva ossia L’inutile precauzione. Im Gegensatz zu Rossinis Vertonung ist Paisiellos Musik weniger virtuos und turbulent, dafür aber differenzierter in der Darstellung der Personen. Das komische Terzett Bartolos mit den gähnenden und niesenden Dienern findet bei Rossini kein Gegenstück. Rosinas Gesangsnummer in der Unterrichtsszene im dritten Akt stellt eine große Arie im Stil der Opera seria mit solistischer Klarinette und solistischem Fagott dar. Für eine Aufführung in Neapel im Jahr 1787 arbeitete Paisiello die Oper in eine dreiaktige Fassung um und schrieb hierfür zwei neue Arien und ein Finale für den zweiten Akt.

## Diskografie
- Arte Nova 49702: Putbus Festival Orchestra, Wilhelm Keitel
- Bongiovanni AB20009: Chamber Orchestra of the Giovanni Paisiello Festival, Giovanni di Stefano
- Dynamic CDS417: Trieste Teatro Verdi Orchestra, Giuliano Carella
- Hungaroton HCD12525-26: Hungarian State Orchestra, Adam Fischer
- Kicco 9020: Chamber Orchestra of the Greek National Opera, Chrissantos Alisafis
- Walhall WLCD0282: I virtuosi di Roma, Renato Fasano